# Muttersholtz
Muttersholtz – miejscowość i gmina we Francji, w regionie Grand Est, w departamencie Dolny Ren.
Według danych na rok 1990 gminę zamieszkiwało 1651 osób, 130 os./km².